# ملودی دی
ملودی دِی (کره‌ای: 멜로디데이؛ انگلیسی: Melody Day) گروه دخترانه اهل کره جنوبی بود که در سال ۲۰۱۲ شکل گرفت. گروه به صورت رسمی در سال ۲۰۱۴ با انتشار تک‌آهنگ «Another Parting» و سه عضو یو اون، چاهی و یه‌این فعالیتش را آغاز کرد. عضو چهارم، یومین در اکتبر ۲۰۱۴ به گروه پیوست. در ۲۶ دسامبر ۲۰۱۸، اعلام شد که هر چهار عضو گروه قرارداد خود را با کریکر انترتینمنت تمدید نکردند و در نهایت گروه منحل شد.

## اعضا
- یو اون (여은) – لیدر[۱]
- یومین (유민)[۱]
- یه‌این (예인)[۱]
- چاهی (차희)[۱]

## ترانه‌شناسی

### آلبوم‌های چندآهنگه
| عنوان         | جزئیات | بالاترین جایگاه جدول | فروش‌ها            |
| عنوان         | جزئیات | کره جنوبی            | فروش‌ها            |
| ------------- | --- | -------------------- | ----------------- |
| رنگ           | - انتشار: ۱ ژوئیه ۲۰۱۶ - ناشر: کریکر انترتینمنت، لئون انترتینمنت - فرمت: لوح فشرده، دانلود دیجیتال فهرست قطعات 1. «Paint Your Love» 2. «Color» (깔로) 3. «Satellite» 4. «U» (널 느끼고 널 느끼며) 5. «Hate» (미워 미워 미워) 6. «When It Rains» (비가 내리면) [با همکاری راوی] | ۲۴                   | - کره جنوبی: ۶۲۹+ |
| بوسه روی لب‌ها | - انتشار: ۱۵ فوریه ۲۰۱۷ - ناشر: کریکر انترتینمنت، لئون انترتینمنت - فرمت: سی‌دی، دانلود دیجیتال فهرست قطعات 1. «Kiss on the Lips» 2. «Mix & Match» 3. «Common Melody» (흔한 멜로디) [با همکاری جی‌کیو] 4. «Like U» 5. «Gift» 6. «You Seem Busy» (바빠 보여요) [با همکاری ایل‌هون] | ۲۲                   | - کره جنوبی: ۷۹۳+ |